# Beach Time (アルバム)
『Beach Time』（ビーチ・タイム）は、日本のロックバンドであるTUBEの7枚目のオリジナル・アルバム。
1988年5月21日にCBS・ソニーからリリースされた。前作『Twilight Swim』（1987年）より半年ぶりにリリースされた作品であり、作詞家としてかまやつひろし、亜蘭知子、森山進治が参加、作曲家として鈴木キサブロー、織田哲郎が参加しているほか、前田亘輝による自作曲が2曲、春畑道哉による自作曲が1曲収録されている。
それまでアルバム制作には限定的に参加していた織田哲郎が、本作では全10曲中6曲の作曲を手掛けており、織田によるTUBEへの楽曲制作の総決算といった内容になっている。また、本作には希望と葛藤、解放感と苦悩という二面性が表現された楽曲が多く収録されている。本作からはキリン「キリンレモン」のコマーシャルソングとして使用された「Beach Time」が先行シングルとしてシングルカットされた。
本作はオリコンアルバムチャートにおいて総合では第3位となったもののLP盤はTUBE初となる第1位を獲得、また第3回日本ゴールドディスク大賞（1988年度）のポップス（グループ）アルバム部門においてベスト・アルバム・オブ・ザ・イヤーを初受賞した。本作リリース後にベース担当の角野秀行が交通事故を起こしたために活動休止となり、サポートメンバーとして栗林誠一郎を迎える形で夏の野外コンサートツアーが行われた。

## 背景
6枚目のアルバム『Twilight Swim』（1987年）をリリースしたTUBEは、同作を受けたコンサートツアー「TUBE LIVE AROUND HOLD YOUR DREAMS」を同年11月21日の戸田市文化会館公演を皮切りに、1988年2月23日から25日に掛けて行われた日本武道館3日間連続公演まで34都市全39公演を実施した。TUBEとしては初の日本武道館公演が組み込まれたツアーであり、同地ではイギリスのロックバンドであるディープ・パープルやアメリカ合衆国のロックバンドであるヴァン・ヘイレン、ディープ・パープルの創設メンバーであったリッチー・ブラックモアなどの公演が行われTUBEメンバーも観覧に訪れたことがあったという。すでに日本武道館より収容人数の多い大阪球場でライブを行った経験はあるものの、憧れのミュージシャン達と同じステージに上がることによる圧迫感がメンバーにプレッシャーを与え、初日の公演ではお互いの歯車がかみ合わず、前田が雰囲気に飲まれた結果最初から最後まで浮足立ったまま終わるという結果になった。当日の演奏に納得できなかったメンバーは反省し、翌日のライブでは雰囲気に飲まれずに通常通りのライブ演奏を行うことが出来たという。また楽屋に戻った際に角野秀行は涙を流しており、「何、泣いてんだよ」と問われた角野は「わかんねぇよ、なんかこう、こみ上げてきちゃってさ」と返答し、前田は「カックン、カッコ悪いよ」と言いながらも角野につられてもらい泣きしたという。

## 音楽性と歌詞
書籍『地球音楽ライブラリー チューブ 改訂版』では、本作に対して贈る言葉として「羊の皮を被った狼」と記しており、従来のような夏を満喫する楽曲も収録されているものの、TUBEを夏の風物詩という先入観で聴いた際には「鋭い刺」があると主張している。同書では本作には人間であれば誰もが持ち合わせている希望と葛藤、解放感と苦悩という二面性が表現されている作品であるとも主張し、全10曲中の5曲に二面性が現れており、葛藤と苦悩に重きが置かれた楽曲が多く存在していると記している。また、1曲目「サヨナラMy Home Town」で始まり10曲目「明日への道」で終わる構成にそれが顕著に表れているとも同書では記している。
同書では前田の作詞による1曲目と9曲目「Beach Boxer」が最も重要な楽曲であり、両曲ともファイティングソング（挑戦者魂賛歌）として完成の域に達したことから、「TUBEはBOYS時代を脱却し、GUYS時代に入ったのである」と主張している。少年から大人の男性へと成長したポジティブな楽曲として同書では「夕方チャンス到来」を挙げており、同曲の歌詞はコミカルで遊び心に満ちたものではあるものの、前田のボーカルがタフであることを指摘した上で「言葉が力コブを作り、転がり、潰れ、飛び散るのだから。前夏までの彼なら、もっとコメディーな味を出して歌っていたはずだ」と記している。
前作まではTUBEのアルバムに対して、シングル曲やアルバム中の異色作を手掛けるなど限定的に参加していた織田哲郎が、本作では全10曲中6曲の作曲を手掛けているほか、4曲目「Hot Night」では作詞も行っている。「Hot Night」の音楽性に関して音楽ライターである藤井徹貫は、レコーディングされた音源には春畑のアレンジによって16ビートのリズムが追加されているものの前田によるボーカルは典型的な8ビートになっていると指摘している他、同曲は1980年代においてライブの定番曲であり同曲を演奏するだけで会場が大盛況になったとも述べている。本作は織田のTUBEに対する仕事の総決算であると、書籍『地球音楽ライブラリー チューブ 改訂版』では主張している。同書では「もうひとりの注目すべき人物」として葉山剛の存在を挙げており、本作において3曲の編曲を担当した葉山はTUBEの作品によって育成され、後に大黒摩季のサウンド・プロデューサーとして才能を開花させることになったと記している。その他、2曲目「Sail Away Forever」は作詞をかまやつひろしが担当していることを指摘した上で、「TUBEの4人とは親子以上の年齢差があるにもかかわらず、違和感のない詞には脱帽するしかない。かまやつひろしの感性の若さを証明している」と記している。また8曲目「Go Ready Go」は角野と春畑道哉が編曲を担当しており、両名の共同作業が後のTUBEサウンドの柱となっていくことを記している。

## リリース、チャート成績
本作は1988年5月21日にCBS・ソニーからLP、CT、CDの3形態でリリースされた。また、CD盤にはステッカーが付属していた。先行シングルとしてリリースされた「Beach Time」はキリン「キリンレモン」のコマーシャルソングとして使用された。4曲目「Hot Night」は制作者であり本作と同日にリリースされた織田哲郎のアルバム『SEASON』（1988年）にセルフカバーが収録され、前田がコーラスとして参加している。
本作のLP盤はオリコンアルバムチャートにて最高位第1位の登場週数16回で売り上げ枚数は3.5万枚、CTおよびCDを含めた総合では最高位第3位の登場週数15回で売り上げ枚数は24.2万枚となった。LP盤限定ではあるものの、本作がTUBEのアルバムで初めて第1位を獲得、また1988年度ポップス（グループ）部門にて日本ゴールドディスク大賞を初受賞した。本作はその後CD盤のみ1991年7月1日および2003年7月2日に再リリースされている。

## メンバーの事故とツアー

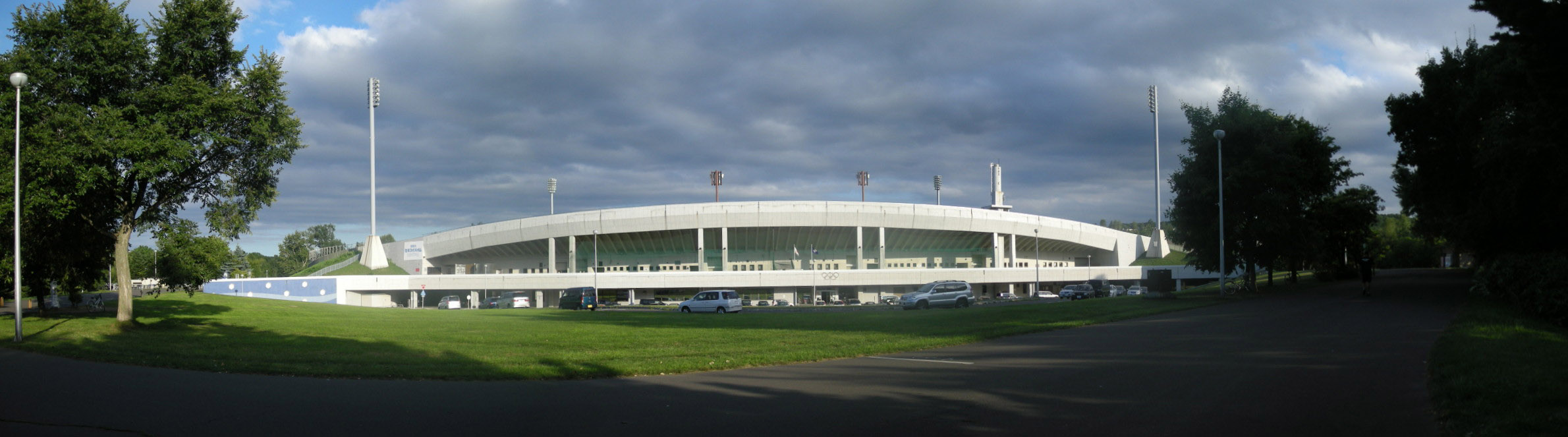
メンバーによる事故後、初のライブが行われた真駒内オープンスタジアム

本作リリース後の5月23日、角野は交通事故を起こし病院に運ばれる事態となった。角野は当時交際していた女性とともにドライブをしていたところ、雨天の中140キロを超えるスピードを出していたためにハイドロプレーニング現象によってスリップし事故に至る結果となった。また、同乗していた女性はこの事故により死亡した。事故の影響により予定されていた日本テレビ系音楽番組『歌のトップテン』（1986年 - 1990年）への出演は中止となり、メンバーは事務所から全員自宅待機を命じられた。角野以外のメンバー3人はマスコミが殺到しているために角野が入院している病院には行けず、何も出来ないことから今後の活動の打ち合わせを兼ねて箱根へと数日間の旅行に出かけることになった。旅行から帰ってきたメンバーは数日後、面会が可能となったことから角野のいる病院へ行くと、メンバーを見るなり角野は泣きながら何度も謝罪を繰り返したという。後日スタッフとともに会議を行い、解散もしくは休業、さらには3人のメンバーで活動するかの3択を迫られた前田は「角野が戻ってくるまで3人で続けていきます。だから、ツアーもやらせてください」と告げ、3人だけで活動を継続することを決定した。活動の継続が可能となった経緯として、死亡した女性の両親から「娘のためにも音楽を続けてほしい」という依頼があったこと、またメンバーが「俺たちが今、一生懸命にやらないと、角野が戻って来る場所がない」という結論に達したことから確定することになった。前田は角野の代理として渚のオールスターズに参加していた栗林誠一郎にベース担当として参加するように依頼、栗林は「面白そうだね。俺はビジネスとしてやるよ」と快諾した。
その後、本作を受けたコンサートツアー「TUBE熱帯夜LIVE 夕方チャンス到来」が、同年8月4日の真駒内オープンスタジアム公演を皮切りに、8月28日の猪苗代リゾート公演まで6都市全6公演が行われた。本ツアーから会場がスタジアム規模になり、後に恒例となる横浜スタジアム公演も本ツアーが初めてとなった。初日の公演において前田は事故の影響もあり、それまでに感じたことのない緊張感とプレッシャーを感じていたが、演奏が始まるとそれまでと同様に歌うことに集中することが出来たという。本格的なスタジアム級の野外ライブを実施するに当たり、より派手なライブメニューとして巨大な水柱が考案されたが、予想以上の圧力のために100キログラム程度の鉄板が吹き飛ばされるというアクシンデントが発生した。「明日への道」を歌う前のMCにて、前田は「本当に今回ライヴをやってよかった。みんなどうもありがとう。これからもずっと一緒に楽しい思い出を作っていきたいと思ってます」と述べた。アンコールとして演奏された「Beach Boxer」が終わり、前田は聴衆に向かって角野の件を話そうとしたものの言葉が出ず、その内に客席から拍手が巻き起こり感極まった前田は、雨と水柱でドロドロになったステージに膝をついた状態で顔を埋めて口づけし、その行為によって客席からの拍手はより大きくなったほか、すすり泣きが聞こえてくる状態となった。最終曲「LOVE SONG」の演奏が終わった後、メンバーは「TUBEは絶対に終わらせない」と固く誓ってステージを降りたという。

## 収録曲
- CDブックレットに記載されたクレジットを参照[26]。

| #         | タイトル                 | 作詞           | 作曲           | 編曲           | 時間  |
| --------- | ------------------------ | -------------- | -------------- | -------------- | ----- |
| 1.        | 「サヨナラMy Home Town」 | 前田亘輝       | 鈴木キサブロー | 鈴木キサブロー | 4:27  |
| 2.        | 「Sail Away Forever」    | かまやつひろし | 織田哲郎       | 葉山剛         | 4:12  |
| 3.        | 「Beach Time」           | 亜蘭知子       | 織田哲郎       | 織田哲郎       | 3:50  |
| 4.        | 「Hot Night」            | 織田哲郎       | 織田哲郎       | 春畑道哉       | 4:18  |
| 5.        | 「夕方チャンス到来」     | 亜蘭知子       | 織田哲郎       | 葉山剛         | 4:35  |
| 合計時間: | 合計時間:                | 合計時間:      | 合計時間:      | 合計時間:      | 21:22 |

| #         | タイトル               | 作詞      | 作曲      | 編曲               | 時間  |
| --------- | ---------------------- | --------- | --------- | ------------------ | ----- |
| 6.        | 「Dance In The Light」 | 亜蘭知子  | 織田哲郎  | 織田哲郎           | 4:29  |
| 7.        | 「真夏のFriday Night」 | 前田亘輝  | 前田亘輝  | TUBE               | 3:45  |
| 8.        | 「Go Ready Go」        | 春畑道哉  | 春畑道哉  | 角野秀行、春畑道哉 | 4:11  |
| 9.        | 「Beach Boxer」        | 前田亘輝  | 前田亘輝  | TUBE               | 3:45  |
| 10.       | 「明日への道」         | 森山進治  | 織田哲郎  | 葉山剛             | 6:15  |
| 合計時間: | 合計時間:              | 合計時間: | 合計時間: | 合計時間:          | 22:25 |

## スタッフ・クレジット
- CDブックレットに記載されたクレジットを参照[27]。

### TUBE
- 前田亘輝 – リード・ボーカル、ギター
- 春畑道哉 – ギター、キーボード、バックグラウンド・ボーカル
- 角野秀行 – ベース、バックグラウンド・ボーカル
- 松本玲二 – ドラムス、バックグラウンド・ボーカル

### 参加ミュージシャン
- 吉川忠英 – アコースティック・ギター
- 斎藤ノブ – パーカッション

### 録音スタッフ
- 長戸大幸 – プロデューサー
- 小松久 – ディレクター
- 中島正雄 – ディレクター
- 渡部良 – ディレクター
- 坂本充弘 – レコーディング・エンジニア
- 島田勝弘 – アシスタント・エンジニア
- いしいひさと – アシスタント・エンジニア
- スタジオバードマン・ミキシング・チーム – アシスタント・エンジニア

### 美術スタッフ
- 仁張明男 – アート・ディレクション、デザイン
- 坂井智明 – デザイン
- 橋本尚美 – デザイン
- 中村征夫 – 写真撮影
- くぼでらこういち – ブラッシュ・アップ
- 十川ヒロコ – 衣装

### その他スタッフ
- フェルナンデス – サンクス
- Peavey Electronics（英語版） – サンクス
- オベーション – サンクス
- プロマーク（英語版） – サンクス
- ヤマハ渋谷 – サンクス
- 山本健司 – スペシャル・サンクス
- 鶴田典彦 – スペシャル・サンクス
- Tsuda Bowya – スペシャル・サンクス
- ペンションファンファーレ – スペシャル・サンクス
- 伊藤“リンダ”一義 – ベリー・スペシャル・サンクス
- 小野塚晃 – ベリー・スペシャル・サンクス
- 川瀬正人 – ベリー・スペシャル・サンクス
- なかむらひろし – ベリー・スペシャル・サンクス
- 橋爪健康 – エグゼクティブ・プロデューサー
- 菅原潤一 – エグゼクティブ・プロデューサー

## チャート、認定
| チャート         | リリース年 | 最高順位 | 登場週数 | 売上数   | 規格       | 出典  |
| ---------------- | ---------- | -------- | -------- | -------- | ---------- | ----- |
| 日本（オリコン） | 1988年     | 1位      | 16回     | 3.5万枚  | LP         | [ 3 ] |
| 日本（オリコン） | 1988年     | 3位      | 15回     | 24.2万枚 | LP, CT, CD | [ 2 ] |

| 国/地域 | 認定組織         | 認定                               | 部門                     | 出典   |
| ------- | ---------------- | ---------------------------------- | ------------------------ | ------ |
| 日本    | 日本レコード協会 | ベスト・アルバム・オブ・ザ・イヤー | ポップス（グループ）部門 | [ 12 ] |

## リリース日一覧
| No. | リリース日    | レーベル                                     | 規格         | カタログ番号 | 備考                   | 出典                 |
| --- | ------------- | -------------------------------------------- | ------------ | ------------ | ---------------------- | -------------------- |
| 1   | 1988年5月21日 | CBS・ソニー                                  | LP           | 28AH-5057    |                        | [ 10 ]               |
| 2   | 1988年5月21日 | CBS・ソニー                                  | CT           | 28KH-5057    |                        | [ 10 ]               |
| 3   | 1988年5月21日 | CBS・ソニー                                  | CD           | 32DH-5057    |                        | [ 2 ]                |
| 4   | 1991年7月1日  | ソニー・ミュージックレコーズ                 | CD           | SRCL-2015    |                        | [ 28 ] [ 29 ]        |
| 5   | 2003年7月2日  | ソニー・ミュージックアソシエイテッドレコーズ | CD           | AICL-1456    |                        | [ 10 ] [ 30 ] [ 31 ] |
| 6   | 2012年11月7日 | ソニー・ミュージックレーベルズ               | AAC-LC       | -            | デジタル・ダウンロード | [ 32 ]               |
| 7   | 2012年11月7日 | ソニー・ミュージックレーベルズ               | ロスレスFLAC | -            | デジタル・ダウンロード | [ 33 ]               |